# Kenny Anthony
Kenny Davis Anthony (Saint Lucia, 8 gennaio 1951) è un politico santaluciano, Primo ministro di Saint Lucia dal 24 maggio 1997 al 11 dicembre 2006, e nuovamente dal 30 novembre 2011 al 7 giugno 2016.

## Biografia
Frequenta l'Università delle Indie occidentali, e successivamente l'Università di Birmingham, presso la quale si laurea in legge. Tra il 1968 e il 1978 trova impiego come insegnante, dopodiché lavora come tutor e professore all'Università delle Indie occidentali.
Da dicembre del 1980 a marzo del 1981 è nominato Ministro dell'istruzione nel governo laburista di Allan Louisy. Nel 1996 è eletto leader del Partito Laburista e diventa capo dell'opposizone, succedendo a Julian Hunte. In seguito alle elezioni parlamentari del 1997 diventa Primo ministro di Saint Lucia, nonché Ministro delle finanze. Il Partito Laburista mantiene la maggioranza alle elezioni del 2001.
Nel 2006 Anthony è rieletto nella circoscrizione di Vieux Fort South, ma i Laburisti perdono contro il Partito Unito dei Lavoratori capeggiato da John Compton. Nel 2011, dopo cinque anni all'opposizione, Anthony diviene nuovamente Primo ministro. Nel 2016 è rieletto alla Camera dell'assemblea per il quinto mandato consecutivo, si ma si dimette da leader del Partito Laburista dopo la sconfitta subita dal partito alle elezioni tenutesi quell'anno; gli succede Philip Pierre. Nel 2021 è rieletto alla Camera dell'assemblea per un sesto mandato, e il 19 marzo 2024 è nominato vicepresidente della Camera dell'assemblea.